# Yinshania henryi
Yinshania henryi är en korsblommig växtart som först beskrevs av Daniel Oliver, och fick sitt nu gällande namn av Yu Hua Zhang. Yinshania henryi ingår i släktet Yinshania och familjen korsblommiga växter. Inga underarter finns listade i Catalogue of Life.